# 豊田合成
豊田合成株式会社（とよだごうせい、Toyoda Gosei Co., Ltd.）は、愛知県清須市春日長畑1に本社を置く日本の大手輸送機器・電気機器メーカー。トヨタグループの主要企業では唯一社名の読みを「とよだ」としている。

## 概要
1949年6月15日にトヨタ自動車工業のゴム研究部門が独立し、国華工業株式会社名古屋工場を経て名古屋ゴム株式会社として創業した。その後1973年に豊田合成株式会社に改称した。三井住友アセットマネジメントが販売するトヨタグループ株式ファンドを構成する会社である。トヨタグループであるが、トヨタ自動車以外の自動車メーカーにも製品を提供している。
主に自動車の内装部品を手がけていて、LED製品の生産も行っている。2015年度（2015年4月1日 - 2016年3月31日）の製品別売上高構成（連結）は以下のようになっている。
- 自動車部品事業：計 95.5%
  - 内外装部品：35.0%
  - オートモーティブシーリング製品：18.2%
  - 機能部品：15.2%
  - セーフティシステム製品：27.1%
- 非自動車部品事業：計4.5%
  - オプトエレクトロニクス(LED)製品：4.5%

スポーツ振興では、バレーボールチームのウルフドッグス、ハンドボールチームのブルーファルコン、バスケットボールチームのスコーピオンズ、ならびにヨット部を運営している。

## 主要製品

### 内外装部品事業部
- 内装部品
インストルメントパネルモジュール、センタクラスタ、コンソールボックス、レジスタ、カップホルダー、デフロスタノズル、オーディオカバー、グローブボックス、ヒータコントロールパネル、ピラーガーニッシュ、イルミスカッフプレート、アシストグリップ、LED応用製品　他
- 外装部品
ラジエータグリル、バックドアガーニッシュ、マッドガード、ミリ波レーダーカバー、サイドプロテクションモール、ホイールキャップ、ダクトクォータベント　他
- 用品
エアロパーツ、ラジエータグリル、コンソールボックス、ナンバーフレームガーニッシュ、読書灯、マッドガード　他

### オートモーティブシーリング事業部
- ウェザストリップ
ドアウェザストリップ、ガラスラン、オープニングトリムウェザストリップ、ルーフサイドレールウェザストリップ、スライドドアウェザストリップ、クォータウィンドウェザストリップ、ラゲージウェザストリップ、バックドアウェザストリップ　他

### 機能部品事業部
- 燃料タンクモジュール構成部品
フューエルホース／チューブ、フューエルキャップ、樹脂フューエルインレットパイプ、フィルリミットベントバルブ、ロールオーババルブ、インレットチェックバルブ 他
- パワートレイン系部品
ウォータホース、エアホース、リザーバタンク、エンジン吸気ダクト、エンジンカバー、ハイブリッド用絶縁プレート、シリンダヘッドカバーガスケット、ミッションカバー　他
- シャシー・ドライブトレイン系部品
ブレーキホース、ラック＆ピニオンブーツ、等速ジョイントブーツ、ダストカバー、ピストンカップ、樹脂スピードメータギア　他

### セーフティシステム事業部
- ハンドル・エアバッグ
ハンドル、運転席エアバッグ、助手席エアバッグ、サイドエアバッグ、カーテンエアバッグ、ニーエアバッグ、後突エアバッグ、後席センターエアバッグ　他
- 用品
スポーツエアバッグハンドル　他

### オプトエレクトロニクス事業部
- LEDチップ、LEDランプ

1. 名古屋大学との産学連携にて、赤崎勇博士と世界初の青色LEDを開発・実用化した[2]。

### 特機製品
- 携帯電話筐体
- 空気清浄機（ダイキン工業向けOEM）・電化製品用部品
- 建設機械・産業機械部品
- 住宅関連製品　他

## 沿革
- 1949年（昭和24年） - 国華工業株式会社名古屋工場（現・豊田合成本社）所在地に「名古屋ゴム株式会社」設立。
- 1957年（昭和32年） - 春日工場竣工、稼働（ゴム部門）。
- 1967年（昭和42年） - 稲沢工場竣工、稼働（プラスチック部門）。
- 1973年（昭和48年） - 現社名に改称。
- 1976年（昭和51年） - 日本プラントエンジニアリング協会から「PM優秀事業場賞（1類特別賞）」受賞。森町工場竣工、稼働。
- 1979年（昭和54年） - アメリカ自動車管理官機構（AAMVA）から「ブレーキホース認定試験場」資格取得。
- 1980年（昭和55年） - 西溝口工場竣工、稼働（工機部門）。本社を現所在地に移転、旧本社工場は名古屋工場に改称。
- 1982年（昭和57年） - 尾西工場竣工、稼働（プラスチック、ウレタン部門）。
- 1983年（昭和58年） - 名古屋証券取引所第1部に株式上場（指定替え）
- 1985年（昭和60年） - 1985年度「デミング賞実施賞」受賞。台裕橡膠工業股イ分有限公司に資本参加（ゴム部門、台湾台北市）。
- 1986年（昭和61年） - Waterville Cellular Products Ltd. に資本参加、社名をWaterville TG Inc. に改称（ゴム部門、カナダケベック州）。テクノアートリサーチ設立（デザイン、設計部門、名古屋市）。TG(U.S.A.)Corp.設立（プラスチック、ウレタン部門、アメリカミズーリ州）　技術センターを現所在地に移転、拡充。
- 1987年（昭和62年） - 豊裕股イ分有限公司設立（プラスチック部門、台湾新竹県）。
- 1989年（平成元年） - 平和町工場竣工、稼働（ゴム部門）
- 1990年（平成2年） - 豊田合成九州設立（ゴム、プラスチック部門、佐賀県武雄市）。TG Technical Center（U.S.A）Corp.設立（設計と技術開発、アメリカミシガン州） 現 TG North America Corp.
- 1992年（平成4年） - 新たに「経営理念」を策定。
- 1994年（平成6年） - TG Pongpara Co.,Ltd.設立（プラスチック、ウレタン部門、タイ　チョンブリ県）。
- 1995年（平成7年） - 天津豊田合成汽車軟管有限公司設立（ゴム部門、中国天津市）。Pongpara Codan Rubber CO., Ltd. に資本参加（ゴム部門、タイ　サムトサコロン県）。青色LEDの生産・販売を開始。技術本館を新築。
- 1996年（平成8年） - Bridgestone TG Australia Pty. Ltd.設立（ゴム、プラスチック部門、オーストラリアサウスオーストラリア州）、California Automotive Sealing、Inc.設立（ゴム部門、アメリカカリフォルニア州）。
- 1997年（平成9年） - TG Kentucky Corporation 設立（ゴム、プラスチック部門、アメリカケンタッキー州）。再生PET繊維を利用した吸音材を実用化　ゴムの新リサイクル技術を量産化　ISO9001（尾西、稲沢、平和町、森町工場の代表製品）認証取得　緑色LEDの生産・販売を開始　新技術センター竣工［愛知県稲沢市］ バイオテクノロジー利用の介護用トイレ「ばいおレット」の生産・販売を開始。「経営理念」見直し、改訂。ISO9001（自動車用液圧ブレーキホース）認証取得。
- 1998年（平成10年） - TG Pongpara CO.,LTD.への増資にともない社名をToyoda Gosei (Thailand) Co., Ltd.に変更。NEW,LED「TGブルー、TGグリーン」の生産・販売を開始。ISO14001（平和町工場）認証取得、TG Kirloskar Automotive Ltd. 設立（プラスチック部門、インドカルナタカ州）。
- 1999年（平成11年） - ISO 14001を春日工場、稲沢工場が認証取得し全工場取得完了。新型青色、緑色LED（Hiシリーズ）開発。北米地域統括会社TG North America Corporation設立と同時に旧TGNAをTG Technical Center (U.S.A.) Corporationに改称。Toyoda Gosei UK Ltd.設立。東京証券取引所第1部に株式上場。
- 2000年（平成12年） - Daicel Safety Systems America, LLC設立。TG Europe S. A.設立。TG Minto Corporation設立。ティージーオプシード株式会社設立。Toyoda Gosei Rubber(Thailand)Co., Ltd.設立。米国、イーグル･ピッチャー社の英国および米国のフルイド事業部門2社を買収し、Toyoda Gosei Fluid Systems UK Ltd.（英国）及び TG Fluid Systems USA Corporation（米国）を設立。
- 2001年（平成13年） - TG Safety Systems Czech, s.r.o.設立。TG Automotive Sealing Kentucky, LLC設立　タイ地域統括会社Toyoda Gosei Asia Co., Ltd.設立。株式会社東海理化とセーフティシステム事業について業務提携。
- 2002年（平成14年） - 東洋ゴム工業株式会社からエアバッグ事業を譲り受けると同時に防振ゴム事業を譲渡。株式会社エフティエス設立。P.T. Toyoda Gosei Safety Systems Indonesia設立。
- 2003年（平成15年） - P.T.Toyoda Gosei Safety Systems Indonesa設立。国内事業所で埋立廃棄物ゼロを達成。自動車4事業部でQS-9000認証取得。Toyoda Gosei Opto-Electronics(shanghai)Co.,Ltd.設立。TGR Technical Center,LLC設立。Toyoda Gosei(Zhangjiagang)Co.,Ltd.設立。Toyoda Gosei(Zhangjiagang)Plastic Parts Co.,Ltd.設立。
- 2004年（平成16年） - 2010年ビジョン公布。Toyoda Gosei(Foshan)Rubber Parts Co.,Ltd.設立。PT.INOAC TG INDONESIA設立。高分子学会から「平成15年度高分子学会賞受賞」Toyoda Gosei Haiphong Co.,Ltd.設立。Toyoda Gosei (Tianjin) Precise Plastic Co.,Ltd.設立。Toyoda Gosei (Foshan) Auto Parts Co.,Ltd.設立。
- 2005年（平成17年） - Toyoda Gosei Texas,LLC設立。Taiwan Toyoda Gosei Opto Co.,Ltd.設立。LEXEDIS Lighting GmbH設立。
- 2006年（平成18年） - 豊田合成（上海）管理有限公司設立。
- 2008年（平成20年） - 豊田合成ミンダ・インディア（株）設立。
- 2009年（平成21年） - 美和技術センター竣工。
- 2013年（平成25年） - 豊田合成東日本（株）設立。GDBRインダストリアコメルシオ（有）設立。
- 2014年（平成26年） - 豊田合成イラプアトメキシコ（株）設立。
- 2016年（平成28年） - 豊田合成ミンダ・インディア（株）バワル工場竣工、稼動。
- 2018年（平成30年） - 豊田合成ミンダ・インディア（株）グジャラート工場竣工、稼動。（株）豊田合成セーフティシステムズインドネシア設立。
- 2019年（平成31年） - 湖北豊田合成正奥橡塑密封科技有限公司設立。
- 2021年（令和3年） - 芦森工業株式会社と資本業務提携契約を締結[3]。

## 拠点

### 国内
- 本社（1949年） - 愛知県清須市春日長畑

#### 技術開発拠点
- 北島技術センター（1961年） - 愛知県稲沢市北島町
- 美和技術センター（2008年） - 愛知県あま市二ツ寺東高須賀

#### 生産拠点
- 春日工場（1957年） - 愛知県清須市春日長畑
  - 機能部品
- 稲沢工場（1967年） - 愛知県稲沢市北島町
  - 内外装部品、機能部品
- 森町工場（1976年） - 静岡県周智郡森町
  - ボディシーリング製品、機能部品
- 西溝口工場（1980年） - 愛知県稲沢市西溝口町
  - 設備、金型、治工具
- 尾西工場（1982年） - 愛知県一宮市明地
  - 内外装部品、セーフティシステム製品
- 平和町工場（1989年） - 愛知県稲沢市平和町
  - ボディシーリング製品、機能部品、セーフティシステム製品、オプトエレクトロニクス製品
- 北九州工場（2005年） - 福岡県北九州市八幡東区
  - 内外装部品、ボディシーリング製品、機能部品、セーフティシステム製品
- 岩手工場（2006年） - 岩手県胆沢郡金ケ崎町
  - ボディシーリング製品、セーフティシステム製品
- 神奈川工場（2006年） - 神奈川県伊勢原市鈴川
  - 内外装部品、機能部品
- 瀬戸工場（2007年） - 愛知県瀬戸市惣作町
  - 内外装部品
- 佐賀工場（2008年） - 佐賀県武雄市若木町
  - オプトエレクトロニクス製品、特機製品
- 福岡工場（2008年） - 福岡県宮若市倉久
  - 内外装部品、機能部品、セーフティシステム製品

#### 営業所
- 東京営業所 - 東京都千代田区
- 宇都宮営業所 - 栃木県宇都宮市
- 大阪営業所 - 大阪府大阪市淀川区
- 広島営業所 - 広島県広島市南区

### 海外
45拠点（16カ国・地域）に展開している。
アメリカ10拠点、中国10拠点、タイ4拠点、カナダ・インド・メキシコ3拠点、台湾・インドネシア各2拠点
イギリス・オーストラリア・ベトナム・チェコ・ベルギー・オーストリア・南アフリカ各1拠点

## 関連会社
| 名称                                               | 郵便番号   | 所在地                                                    | 出資・設立年月                           | 資本金（百万円） | 出資比率（%）                                                           | 従業員（人） | 生産品目/事業内容                      |
| -------------------------------------------------- | ---------- | --------------------------------------------------------- | ---------------------------------------- | ---------------- | ----------------------------------------------------------------------- | ------------ | -------------------------------------- |
| 一榮工業（株）                                     | 〒494-0012 | 愛知県一宮市明地字井之内１番地                            | 1967年1月資本参加                        | 457              | 65                                                                      | 100          | 金属部品セーフティシステム製品         |
| 豊田合成日乃出（株）                               | 〒512-1111 | 三重県四日市市山田町260番地の1                            | 1969年6月資本参加                        | 473              | 100                                                                     | 187          | オートモーティブシーリング製品機能部品 |
| 豊信合成（株）                                     | 〒399-3802 | 長野県上伊那郡中川村片桐6487番地15                        | 1974年8月資本参加                        | 230              | 100                                                                     | 78           | 内外装部品セーフティシステム製品       |
| 豊田合成インテリア・マニュファクチュアリング（株） | 〒470-0151 | 愛知県愛知郡東郷町大字諸輪字北山158番地                   | 1976年11月資本参加（2009年2月社名変更）  | 80               | 100                                                                     | 77           | 内外装部品                             |
| 海洋ゴム（株）                                     | 〒519-3404 | 三重県北牟婁郡紀北町中里658番地                           | 1981年7月資本参加                        | 36               | 53.6                                                                    | 220          | オートモーティブシーリング製品機能部品 |
| TGウェルフェア（株）                               | 〒452-0961 | 愛知県清須市春日長畑100番地                               | 1982年9月設立                            | 10               | 100                                                                     | 66           | 用度品販売加工委託（障がい者雇用）     |
| TGロジスティクス（株）                             | 〒491-0363 | 愛知県一宮市萩原町東宮重字長原25番地の2                   | 1985年5月設立                            | 30               | 100                                                                     | 634          | 運輸・倉庫・車両整備他                 |
| （株）テクノアートリサーチ                         | 〒461-0008 | 愛知県名古屋市東区武平町5丁目1番地名古屋栄ビルディング8階 | 1986年5月設立                            | 152              | 24                                                                      | 34.2         | デザイン・企画・モデル作成             |
| TGメンテナンス（株）                               | 〒452-0961 | 愛知県清須市春日西須ヶ畑1番地の1                          | 1986年10月設立                           | 20               | 100                                                                     | 198          | 清掃・ビル管理・設備保守管理・警備     |
| ティージーオプシード（株）                         | 〒431-1104 | 静岡県浜松市中央区桜台5丁目6番1号                         | 2000年8月設立                            | 480              | 100                                                                     | 51           | オプトエレクトロニクス応用製品         |
| （株）FTS                                          | 〒471-8510 | 愛知県豊田市鴻ノ巣町2丁目26番地                           | 2008年10月設立（合併、社名変更）         | 3000             | 23.4                                                                    | 1335         | 燃料タンク燃料系部品                   |
| TGAP（株）                                         | 〒491-0811 | 愛知県一宮市千秋町加納馬場字井之上西425番地               | 2008年11月資本参加（2011年11月社名変更） | 36               | 100                                                                     | 77           | 内外装部品補給品                       |
| TGテクノ（株）                                     | 〒492-8540 | 愛知県稲沢市北島町西の町30番地                            | 2009年4月設立                            | 20               | 100(豊田合成80%所有豊田合成インテリア・マニュファクチュアリング20%所有) | 203          | 金型設計人材派遣業務請負               |
| （株）中勢ゴム                                     | 〒514-2396 | 三重県津市安濃町内多400番地                               | 1981年8月資本参加                        | 396              | 33.4                                                                    | 444          | オートモーティブシーリング製品機能部品 |
| TSオプト（株）                                     | 〒290-0067 | 千葉県市原市八幡海岸通5番の1                              | 2012年12月設立                           | 490              | 70                                                                      | 65           | オプトエレクトロニクス製品の製造・販売 |
| 豊田合成東日本（株）                               | 〒987-2014 | 宮城県栗原市高清水大沢3-3                                 | 2013年1月設立（2015年4月1日社名変更）    | 490              | 100                                                                     | 33           | 東北地区の統括会社                     |

## その他
名古屋国税局の税務調査によって、一部の備品の購入費を巡り約1億円の所得隠しを指摘されていたことが、2013年6月に判明している。